# Тибо-Бриньоль, Иосиф Францевич
Ио́сиф Фра́нцевич Тибо́-Бринио́ль (1820—1895) — российский архитектор французского происхождения, академик архитектуры Императорской Академии художеств, городской архитектор Орла.

## Биография
Родился 26 августа 1820 года[по какому календарю?] в Санкт-Петербурге в семье театрального машиниста-механика Франсуа Тибо, приехавшего в Россию из Франции в начале XIX века.
Образование получил в Императорской Академии художеств в классе архитектора А. П. Брюллова. В 1844 году получил звание неклассного художника за «проект губернаторского дома». В том же году переехал из Петербурга в Орёл.
Работал в Комиссии по устройству здания кадетского корпуса Бахтина. С 1848 года состоял на службе при казённой палате Орловской губернии.
В 1848 году получил звание «назначенного в академики» Императорской Академии художеств, а в 1858 году стал академиком архитектуры.
Архитектор (по совместительству) Александринского института благородных девиц, открытого в Орле в 1865 году. В 1869 году назначен орловским городовым архитектором и оставался в этой должности до конца жизни. За 50-летнюю работу над городской архитектурой получил высокую оценку городской думы: «Протекшая в городе Орле пятидесятилетняя деятельность Ваша принесла несомненную пользу городу и его обывателям, способствуя его улучшению и украшению в архитектурном отношении…»
Умер 28 февраля 1895 года[по какому календарю?] и был похоронен на лютеранском кладбище Орла (могила не сохранилась).

### Семья
Женился в конце 1840-х на Екатерине Петровне Фельдман — дочери петербургского ремесленника. В семье родилось трое детей: Оскар (1850), Иосиф (1851) и Евгения (1854).

## Архитектурные работы
Для архитектурного стиля Тибо-Бриниоля характерны нарядные фасады, гармоничные пропорции фасада и окон, использование лепных или деревянных украшений, отношение к городу как единому архитектурному ансамблю. Ему удавалось не только следовать стилю эпохи и учитывать пожелания заказчиков, но и вписывать новые здания в уже существующее городское окружение. Результатом его многолетнего труда стало множество красивых и непохожих друг на друга домов жителей Орла, высотой от одного до трёх, реже — четырёх этажей, построенных с учётом частных пожеланий заказчиков и сложного рельефа местности.
По данным орловских краеведов, на 2016 год в городе сохранилось 36 зданий, созданных или перестроенных по проектам Тибо-Бриниоля, в том числе:
- городские усадебные ансамбли, в которых сейчас располагаются орловские литературные музеи Н. С. Лескова и И. С. Тургенева (1860-е);
- дом аптекаря Рота на Болховской улице (1860-е, современный адрес: улица Ленина, 11);
- католический костёл на углу улиц Садовой и Введенской (1861, сохранился в перестроенном виде, современный адрес: угол улиц Максима Горького и 7-го Ноября)[2];
- дом мещанина Бунакова (1870-е, современный адрес: улица Карачевская, 36)[8].

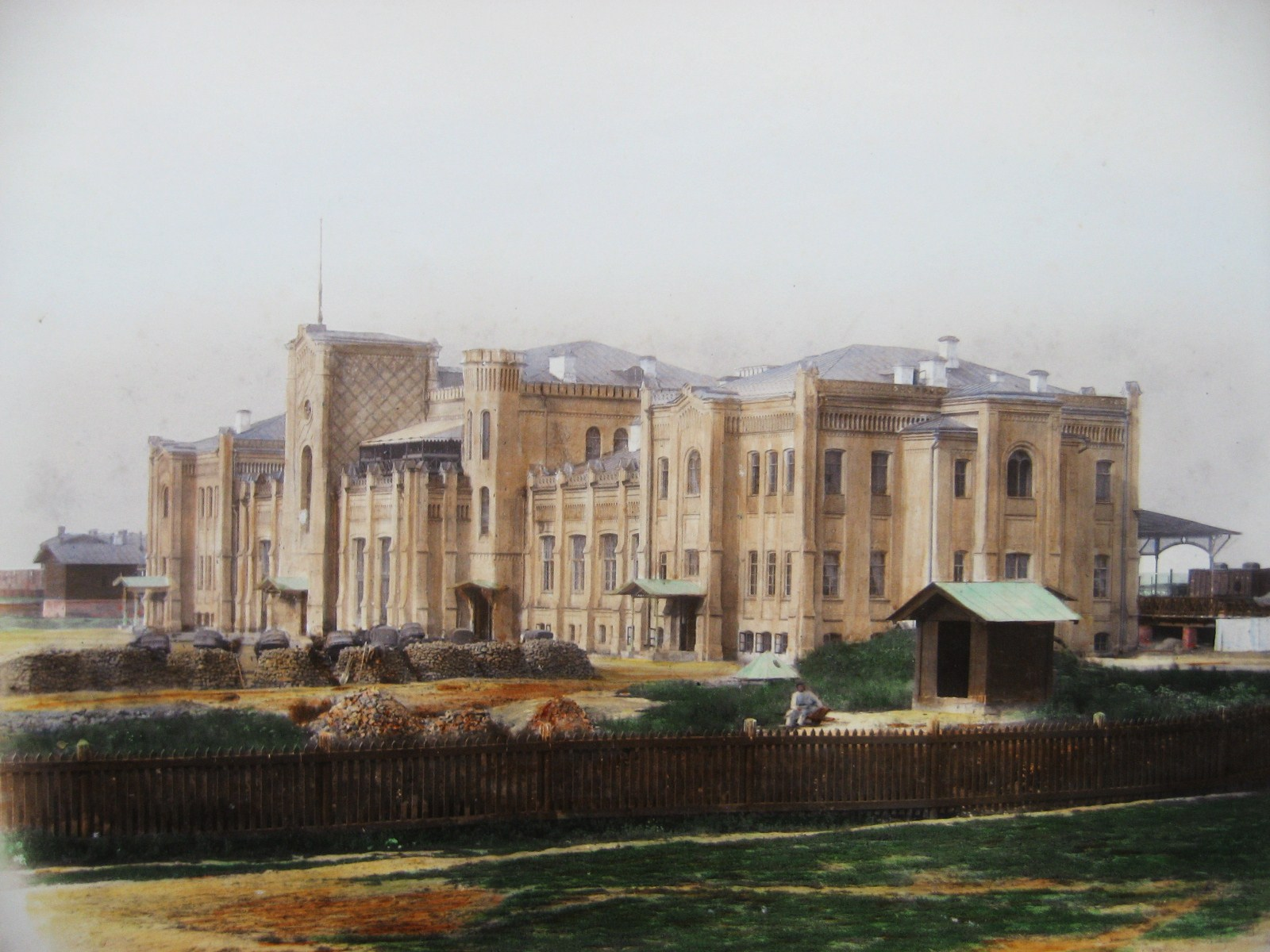
Пассажирское здание вокзала в Курске, вторая половина XIX в.

Многие известные работы архитектора утрачены, в том числе:
- корпуса Орловского Бахтина кадетского корпуса;
- дом-усадьба Тибо-Бриниолей с садом на углу улиц Борисоглебской и Введенской (1851, ныне улицы Салтыкова-Щедрина и 7-го Ноября);
- предположительно, по проекту Тибо-Бриниоля между 1859 и 1862 годами была построена церковь лютеранской общины Орла на углу улиц Полесской и Верхне-Дворянской (ныне Тургеневская);
- здание Александринского института благородных девиц в Орле (1865)[2];
- пассажирские здания вокзалов в Орле и Курске (оба здания были разрушены в ходе Великой Отечественной войны)[9].